# Big Crunch
Der Big Crunch (englisch etwa für „Das große Zusammenkrachen“) ist in der Kosmologie – neben dem Big Rip („Das große Zerreißen“) und dem Big Chill („Die große Abkühlung“, die ewige Expansion) – ein hypothetisches zeitliches Ende des Universums. Dabei kollabiert das Universum unter der Wirkung der Gravitationskraft immer stärker, bis es schließlich in einer Art von umgekehrtem Urknall, dem „Big Crunch“, endet und somit völlig verschwindet.

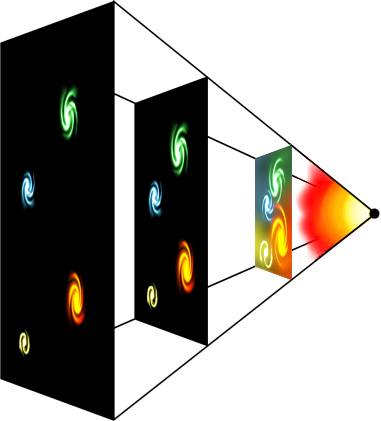
Big Crunch

## Stand der Forschung
Welches der drei Modelle eintritt, hängt von der Menge oder Dichte der Dunklen Materie ab, die sich im Universum befindet. Die momentane Datenlage deutet auf eine ewige Expansion des Universums hin, da Messungen eine größere Abweichung von der kritischen Dichte ausschließen.
Bevor Edwin Hubble die Expansion entdeckte, war die Wissenschaft und ebenso Albert Einstein von einem statischen Universum ausgegangen. Als er auf Grund seiner Feldgleichungen merkte, dass dies nicht möglich wäre, führte er die Kosmologische Konstante Λ ein, womit ein statisches Ergebnis möglich wird. Nachdem Hubble die Expansion entdeckte, strich Einstein diese Konstante wieder aus der Gleichung. In der Folgezeit war ungeklärt, ob das Universum immer weiter expandieren, zu einem asymptotischen Stillstand kommen, oder nach einer maximalen Ausdehnung wieder kontrahieren und in einem Big Crunch enden würde. Kurz vor der Jahrtausendwende sollte diese Frage durch genaue Messungen geklärt werden. Dabei stellte sich zur Überraschung der Forscher (High-Z Supernova Search Team unter Saul Perlmutter, und Supernova Cosmology Project unter Brian P. Schmidt mit Adam Riess) heraus, dass die Expansion seit 6,1 Milliarden Jahren sogar beschleunigt abläuft und Einsteins Kosmologische Konstante demnach einen zwar kleinen, aber positiven Wert ausweist. Entgegen einzelnen Kritiken wurde dieses Ergebnis inzwischen mehrfach und auf breiter Datenbasis bestätigt.
Nach derzeitiger Datenlage werden gravitativ gebundene Objekte bis zur Größe von Clustern der Expansion widerstehen und stabil bleiben, während größere Strukturen von der Expansion zerrissen werden. Daher wird in ca. 111 Milliarden Jahren unser Heimatcluster das einzige Objekt innerhalb des beobachtbaren Universums sein. Auch das Licht aus der Vergangenheit wird immer weiter rotverschoben und dunkler.

## Hypothetischer Ablauf
Geht man andererseits davon aus, dass genügend Materie vorhanden ist und sich die Dunkle Energie verringert, so würde in einigen Billionen Jahren die Wirkung der Gravitation stärker als die der Dunklen Energie. Ab diesem Zeitpunkt würde die Expansion des Universums vollständig enden und in ein beschleunigendes Zusammenziehen umschlagen. Damit würde sich auch dessen Temperatur weiterhin erhöhen. 100.000 Jahre vor einem hypothetischen Big Crunch (Kollaps) des Universums wäre die Hintergrundstrahlung heißer als die Oberfläche heutiger Sterne.
Minuten vor dem Big Crunch würde Strahlung die Atomkerne sprengen, bevor diese in riesigen Schwarzen Löchern enden. Einige Sekunden vor dem Big Crunch würden supermassive Schwarze Löcher miteinander verschmelzen. Am Ende existiert nur noch ein einziges „Schwarzes Megaloch“, welches alle Materie beinhaltet und im letzten Moment des Big Crunch das Universum, einschließlich seiner selbst, verschluckt.
Vorstellbar ist, dass ein solcher Big Crunch sogleich zu einem neuen Big Bang (Urknall) werden würde, was mit der Entstehung eines neuen Universums verbunden wäre.
Ein grundlegend anderes Modell wurde vom oszillierenden Universum abgeleitet und führt zum Big Bounce.